# 勒弗雷谢
勒弗雷谢（法語：Le Fréchet，法語發音：[lə fʁeʃɛ]）是法国上加龙省的一个市镇，属于圣戈当区。

## 地理
勒弗雷谢（43°11'16"N, 0°56'17"E）面积4.21 平方千米，位于法国奧克西塔尼大區上加龙省，该省份为法国西南部内陆省份，西南端与西班牙接壤，自此顺时针与上比利牛斯省、热尔省、塔恩-加龙省、塔恩省、奥德省和阿列日省接壤。
与勒弗雷谢接壤的市镇（或旧市镇、城区）包括：马里尼亚克-拉斯佩尔、阿朗、奥瑞纳、欧扎斯、布桑斯、芒西乌、马特尔托洛萨讷。

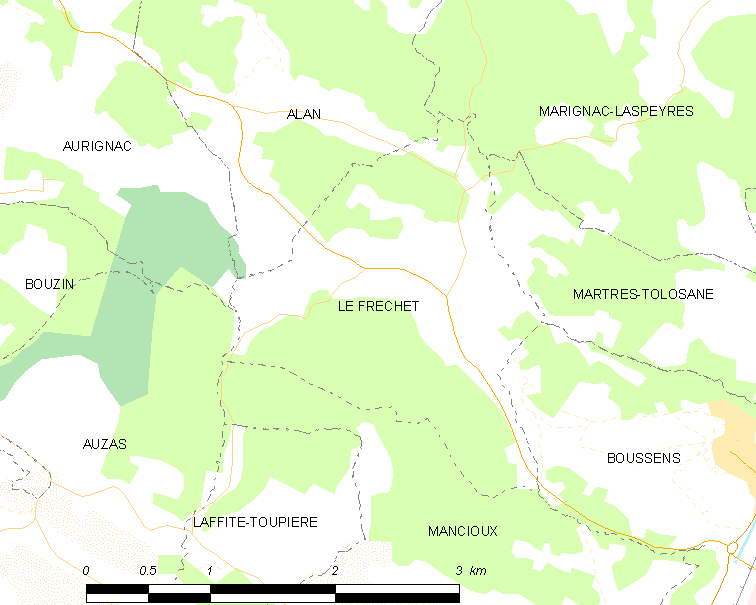
勒弗雷谢的OSM定位图

勒弗雷谢的时区为UTC+01:00、UTC+02:00（夏令时）。

## 行政
勒弗雷谢的邮政编码为31360，INSEE市镇编码为31198。

## 政治
勒弗雷谢所属的省级选区为巴涅尔德吕雄县。

## 人口

1962-2008年间勒弗雷谢人口变化图示

勒弗雷谢于2022年1月1日时的人口数量为120人。